# Typhlops tasymicris
Typhlops tasymicris este o specie de șerpi din genul Typhlops, familia Typhlopidae, descrisă de Thomas 1974. A fost clasificată de IUCN ca specie în pericol. Conform Catalogue of Life specia Typhlops tasymicris nu are subspecii cunoscute.